# Trommelreibe

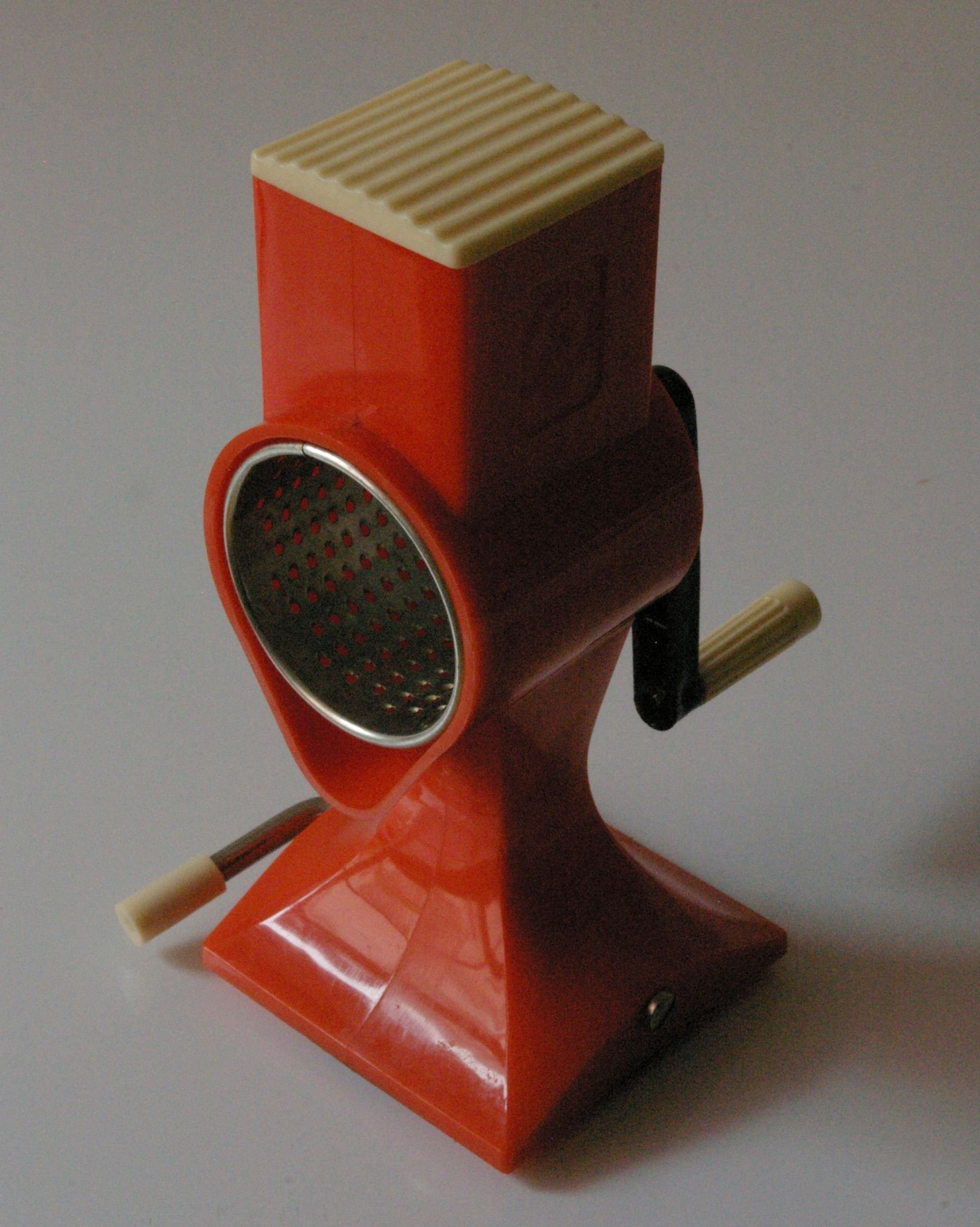
Handbetriebene Plastik-Mandelmühle aus DDR-Produktion (ca. 1969–1970)

Eine Trommelreibe ist ein Küchengerät, das zum Zerkleinern (Raffeln) von Lebensmitteln mit Hilfe einer rotierenden, zu einem Hohlzylinder gebogenen Reibe dient, die je nach Ausfertigung mittels einer Kurbel oder aber eines Elektromotors in Umdrehung versetzt wird. Abhängig von der Größe der Öffnungen auf der Reibefläche unterscheidet man wie bei ebenen Küchenreiben zwischen Grob- und Feinreiben: Erstere dienen vor allem dazu, Gemüse oder Obst zu zerkleinern, während letztere namentlich zum Zerkleinern von Gewürzen Verwendung finden. 
Moderne Reibetrommeln werden in der Regel aus rostfreiem Edelstahl hergestellt und sind bei den meisten aktuellen Trommelreiben auswechselbar, nicht zuletzt, um die Reibetrommeln nach ihrer Benutzung leichter reinigen zu können.

## Nussmühlen
Eine besondere Untergruppe von Trommelreiben mit feiner Zahnung sind sogen. Nuss- oder Mandelmühlen, auch Nuss- oder Mandelreiben genannt, die, wie der Name es sagt, zum Raspeln von Nüssen und Mandeln, aber auch von Parmesankäse u. ä. verwendet werden.